# Tia Zulmira
Tia Zulmira é personagem protagonista do livro Tia Zulmira e eu (1961), do cronista e humorista Sérgio Porto (1923-1968), conhecido pelo "samba do crioulo doido", por suas "garotas certinhas" e pelo "Festival de Besteiras que assola o País" - o FEBEAPÁ.
Desde criança, ela já dava mostras de sua independência. Aos sete anos, subvertendo as regras - na época as mocinhas começavam a estudar aos dez anos, ela fugiu de casa para estudar.
Deixou o Brasil após a proclamação da República. Foi à Paris por conta de uma bolsa de estudos que ganhou num concurso de pernas e lá dividia seu tempo entre a Sorbonne e as Folies Bergère. Tornou-se mestra em literatura francesa. Casou-se oito vezes. Foi pianista. Trabalhou como espiã na Primeira Guerra Mundial.
Tia Zulmira (como seria chamada na velhice) foi uma celebridade na imprensa nacional na década de 1960. Sobre tudo emitia opinião, com a graça das frases de efeito que faziam o leitor refletir:
"Cachorro que a cobra mordeu, quando vê linguiça sai granindo"